# Kenneth Heiner-Møller
Kenneth Heiner-Møller (* 17. Januar 1971 als Kenneth Christiansen in Gentofte, Dänemark) ist ein dänischer Fußballtrainer und ehemaliger -spieler.

## Karriere

### Als Spieler
Seine Spielerkarriere begann in der Jugend von B 1903 Kopenhagen. Später wechselte er zum Zweitligisten Ølstykke FC, bevor er sich 1994 dem ungarischen Verein Ferencváros Budapest anschloss. In Ungarn wurde er einmal Meister und zweimal Pokalsieger. 1996 kehrte er nach Dänemark zurück und spielte noch für B 1903 Kopenhagen, Aarhus GF und Vejle BK. Insgesamt bestritt er über 250 Spiele in der ersten dänischen Liga.

### Als Trainer
Ab 2002 war Heiner-Møller als Trainer tätig. Zunächst übernahm er die U-18-Mannschaft von B.93 Kopenhagen, bevor er zu Brøndby IF wechselte. 2005 übernahm er Brøndbys Frauenmannschaft und führte die Elf zu Meisterschaft und Pokal. Ein Jahr später wurde Heiner-Møller Trainer der Nationalmannschaft, mit der er 2007 und 2008 jeweils Zweiter beim Algarve-Cup wurde. Nach der EM 2013, bei der er mit Dänemark das Halbfinale erreichte, trat er wie bereits im Februar 2013 angekündigt von seinem Posten zurück.
Am 8. Januar 2018 wurde Heiner-Møller zum Trainer der kanadischen Fußballnationalmannschaft der Frauen ernannt, nachdem der bisherige Trainer John Herdman die kanadischen Männer übernahm.
Heiner-Møller führte die Kanadierinnen zur WM 2019, wo sie am Achtelfinale gegen den späteren Dritten Schweden ausschieden. Im Februar 2020 gelang die Qualifikation für das olympische Fußballturnier in Tokio. Nachdem dieses wegen der COVID-19-Pandemie um ein Jahr verschoben wurde, der Spielbetrieb aufgrund der Pandemie weitgehend ruhte und in seiner Heimat ein Job beim Verband winkte, beendete er seine Tätigkeit in Kanada.

## Persönliches
Heiner-Møller arbeitet nebenbei als Psychologe sowie als Lehrer an einer Sportschule. Er ist verheiratet und nahm den Namen seiner Ehefrau an.